# 第二次イタリア戦争
第二次イタリア戦争（だいにじイタリアせんそう）は、1499年から1504年に起きた戦争で、第一次イタリア戦争に失敗したフランス王国による2度目の遠征を指す。歴史家はしばしばルイ12世のイタリア戦争、あるいはナポリ継承戦争と呼んでいる。
先の第一次イタリア戦争で敗北し、ナポリ王位簒奪に失敗したままにシャルル8世が死没すると、ルイ12世が新たな国王となった。彼は祖母ヴァランティーヌ・ヴィスコンティを通じてミラノ公国を支配していたヴィスコンティ家の女系縁者であり、先王よりもイタリアに縁を持つ人物であった。先王の失敗を反省材料としてルイ12世は大国カスティーリャ・アラゴンやヴェネツィア共和国と同盟を結び、外交情勢を整えつつ王位請求を再開した。

## 概要

### ミラノ遠征
1489年、ヴェネツィア共和国とスイス誓約同盟（Eidgenossenschaft）との交渉を終えると、まずルイ12世は軍勢を動員してミラノ公国へと軍を進めた。前回とは異なり当初から敵対していたミラノ公国のルドヴィーコ・スフォルツァに対し、甥から継承したその爵位を無効としてヴァランティーヌ・ヴィスコンティの孫たる自分に爵位を引き渡すように要求した。ルドヴィーコはスイス傭兵の動員も含めて戦力をかき集めようとしたが、自らの政敵であった傭兵隊長ジャン・ジャコモ・トリヴルツィオが率いるフランス王軍に敗北した（ノヴァーラの裏切り）。勝利によってルイ12世はミラノ公爵を兼ねる立場となり、宿敵ルドヴィーコを捕縛したトリヴルツィオは王国元帥の称号を与えられた。
早期にミラノ公国併合を果たした後、ルイ12世は前回の戦いで反仏側に加わったカスティーリャ・アラゴン王フェルナンド2世にナポリ王領分割を条件に自陣営へ引き入れようと画策した。1500年11月11日、フェルナンド2世とルイ12世はナポリ王国分割を定めたグラナダ条約に署名した。続いて1501年10月13日、今度は神聖ローマ帝国との間でトレント条約が結ばれ、神聖ローマ皇帝マクシミリアン1世からミラノ公国領有に関与しないとの約束を得た。

### ナポリ遠征
同年中にカスティーリャ・アラゴンの援軍が南イタリアへ上陸、これに呼応してルイ12世もミラノから南下して敵軍を挟撃し、両軍はナポリ王フェデリーコ1世を退位させた。しかしフェルナンド2世は、最初からルイ12世にナポリ王位を譲る考えなどなかった。カスティーリャ・アラゴン軍はゴンサロ・デ・コルドバ将軍の援軍を呼び寄せ、またヴェネツィア共和国の軍司令官であったバルトロメオ・ダルヴィアーノを傭兵隊長として雇用するなど準備を進めていた。
1503年4月28日、チェリニョーラの戦いでゴンサロ率いるカスティーリャ・アラゴン軍8000人は、フランス王軍3万2000人に攻撃を仕掛け、数で大きく上回っていたにもかかわらずフランス軍は散々に打ちのめされた。フランス軍はヌムール公ルイ・ダルマニャックが戦死に追い込まれ、4000人の死傷者を出して敗走した。
さらアルヴィアーノの援軍と合流して1万5000人にまで増大化したカスティーリャ・アラゴン軍は、フランス軍の残余2万3000人をガリリャーノ川において追撃、12月29日にフランス軍は8000人の死傷者と捕虜を出してさらに退却を強いられた（ガリリャーノ川の戦い）。

## 結果
ミラノ領へと敗走したルイ12世は形勢不利を認めざるを得ず、既に認められているはずのスフォルツァ家の継承を再認するという最低限の条件で休戦（ブロア条約）を結んだ。リヨン条約でナポリ王はフェルナンド2世が兼ねることが宣言され、南イタリアを領域に含めたカスティーリャ・アラゴンはその勢力を大きく拡大した。
戦争終結からしばらくして、カスティーリャ・アラゴン及びナポリ王となったフェルナンド2世は家督継承権を持つ長女フアナ（唯一の男子であった長男フアンは死没）を故郷へと呼び戻した。フアナは神聖ローマ皇帝マクシミリアン1世の息子フィリップと婚姻していた。やがてフェルナンドが病没すると王国の領有権はフアナ、ひいてはその息子であるカルロス1世へと継承される。
これによって、カスティーリャ・アラゴン（スペイン）、ナポリ、神聖ローマ帝国（オーストリア）という3つの国家がハプスブルク家の下に同君連合として結び付けられ、欧州に未曾有の超大国が出現することとなった。

## 引用
- Phillips, Charles and Alan Axelrod. Encyclopedia of Wars. New York: Facts on File, 2005. ISBN 0-8160-2851-6
- Losada, Juan Carlos (2006). Batallas Decisivas de la Historia de España. Punto de Lectura. ISBN 978-84-663-1484-8
- Montgomery, Bernard Law. A History of Warfare. New York: World Publishing Company, 1968. ISBN 0-688-01645-6
- Batista González, Juan (2007). España Estratégica. Guerra y Diplomacia en la Historia de España. Sílex. ISBN 978-84-7737-183-0